# OpenWF
Open Windowing Foundation  (OpenWF) (Fundación abierta de visualización en ventana) es un API multiplataforma que proporciona una interfaz de abstracción de bajo nivel de hardware, libre de pago, para sistemas de ventana compuesto para hacer uso de la composición y del hardware de exhibición (display). OpenWF apunta primariamente a dispositivos de mano que requieren la aceleración portable de composición, mientras que reducen al mínimo el uso del ancho de banda de memoria y los niveles de energía. El API de OpenWF API es desarrollado por el Grupo Khronos.
El OpenWF consiste en dos especificaciones.
- OpenWF Composition para acelerar la composición de multimedia y del contenido gráfico. El OpenWF Composition incluye la habilidad para componer autónomamente corrientes de píxeles de datos (pixel data streams) a destinos en y fuera de la pantalla.

- OpenWF Display para manejar el hardware de control de la pantalla. OpenWF Display incluye la habilidad de realizar el ajuste de modos en pantallas internas y externas tan bien como el descubrimiento y solicitud de nuevas pantallas conectadas. El control directo de la tubería (pipeline) permite la composición de imágenes y de corrientes.

## Especificación de versiones
- OpenWF Composition 1.0 Specification fue lanzado el 9 de noviembre de 2009.
- OpenWF Display 1.0 Specification fue lanzado el 9 de noviembre de 2009.